# Familiar to Millions
Familiar to Millions è un album live della band inglese Oasis, contenente la registrazione del concerto che il gruppo ha tenuto al vecchio stadio di Wembley il 21 luglio del 2000. Ha debuttato al quinto posto nelle classifiche del Regno Unito, con 57 000 copie vendute durante la prima settimana. L'album ha venduto circa 310 000 copie in Gran Bretagna, dove ha vinto un disco di platino, e si stima che le vendite totali nel mondo superino i due milioni di copie.

## Tracce
Esistono due versioni dell'album: una di 2 CD composta di 18 tracce, l'altra di uno composta da 13. Quest'ultima è stata messa in commercio nell'ottobre 2001, per festeggiare i primi dieci anni di performance live degli Oasis. L'unica differenza consiste nel numero di brani.

### Tracce versione 2 CD
1. Fuckin' In The Bushes - 3:02
2. Go Let It Out - 5:29
3. Who Feels Love? - 6:02
4. Supersonic - 4:31
5. Shakermaker - 5:13
6. Acquiesce - 4:17
7. Step Out - 3:52
8. Gas Panic! - 8:15
9. Roll With It - 4:43
10. Stand by Me - 5:48
11. Wonderwall - 4:43
12. Cigarettes & Alcohol - 6:55
13. Don't Look Back in Anger - 5:27
14. Live Forever - 5:07
15. Hey Hey, My My - 3:45
16. Champagne Supernova - 6:36
17. Rock 'n' Roll Star - 7:23
18. Helter Skelter - 6:30

### Tracce versione CD singolo
1. Go Let It Out - 5:50
2. Who Feels Love? - 6:00
3. Supersonic - 4:29
4. Shakermaker - 5:13
5. Acquiesce - 4:06
6. Gas Panic! - 8:01
7. Roll with It - 4:43
8. Wonderwall - 4:34
9. Cigarettes and Alcohol - 6:52
10. Don't Look Back in Anger - 5:09
11. Live Forever - 4:53
12. Champagne Supernova - 6:31
13. Rock 'n' Roll Star - 6:24

## Formazione
- Liam Gallagher - voce
- Noel Gallagher - chitarra e voce
- Gem Archer - chitarra
- Andy Bell - basso
- Alan White - batteria e percussioni
- Zeb Jameson - tastiera

## Classifiche
| Classifica (2000) | Posizione massima |
| ----------------- | ----------------- |
| Austria           | 49                |
| Francia           | 51                |
| Germania          | 57                |
| Giappone          | 13                |
| Irlanda           | 10                |
| Italia            | 22                |
| Norvegia          | 38                |
| Regno Unito       | 5                 |
| Stati Uniti       | 182               |
| Svizzera          | 63                |